# Pujaut
Pujaut település Franciaországban, Gard megyében. Lakosainak száma 3911 fő (2022. január 1.). Pujaut Rochefort-du-Gard, Roquemaure, Sauveterre, Tavel és Villeneuve-lès-Avignon községekkel határos.

## Népesség
A település népességének változása:
| Lakosok száma | 1219 | 2465 | 2911 | 3881 | 4104 | 4167 | 4136 | 3921 | 3883 | 3911 |
|               | 1968 | 1982 | 1990 | 2006 | 2013 | 2015 | 2017 | 2019 | 2020 | 2022 |